# Alain Bainée
Alain Bainée (França, 1959) és un director artístic de cinema francès establert a Espanya, guanyador d'un Goya a la millor direcció artística i d'un Premi Gaudí.
Estudià arquitectura, i a començament de la dècada del 1990 es va establir a Espanya, on es va dedicar al cinema. El 1993 fou director artístic per a Pedro Almodóvar a Kika, amb la que fou nominat al Goya a la millor direcció artística per primer cop. El 2012 guanyaria el Goya a la millor direcció artística Blancaneu de Pablo Berger. Fou nominat novament per Ningú no vol la nit (2015) i Abracadabra (2017). També va guanyar el Premi Gaudí a la direcció artística per Transsiberian (2008) i Blancaneu (2012).

## Filmografia
- Abracadabra (2017)
- Loving Pablo (2017)
- Ningú no vol la nit (2015)
- Asylum: El experimento(2014)
- Mindscape (2013)
- Blancaneu (2012)
- No lo llames amor... llámalo X (2011)
- Suspicious Minds (2010)
- Vicky Cristina Barcelona (2008)
- Transsiberian (2008)
- Fràgils (2005)
- Yo puta (2004)
- El maquinista (2004)
- El viaje de Carol (2002)
- Mala leche (2003)
- Desafinado (2001)
- Los años bárbaros (1998)
- Más que amor, frenesí (1996)
- Malena es un nombre de tango (1996)
- El detective y la muerte (1994)
- Kika (1993)